# Francesco Facchinetti

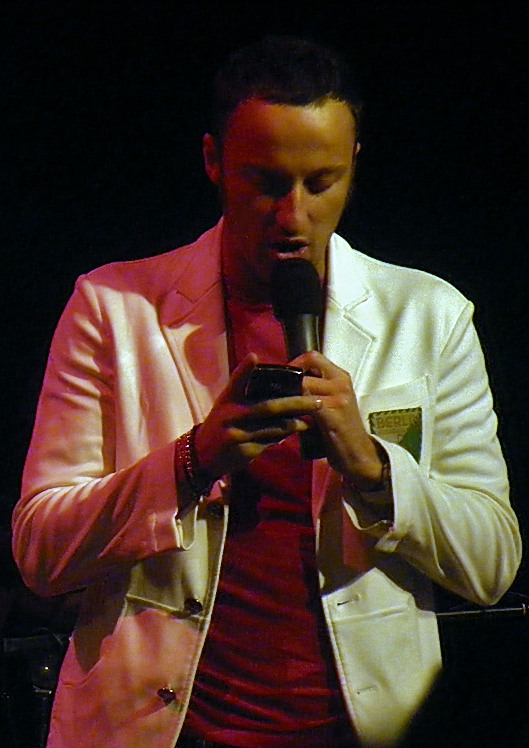
Facchinetti 2009

Francesco Facchinetti (* 2. Mai 1980 in Mailand), auch bekannt als DJ Francesco, ist ein italienischer Fernsehmoderator, DJ, Sänger und Musikproduzent.

## Karriere
Der Sohn von Roby Facchinetti begann seine Karriere als Radio-DJ. Mit der Unterstützung des Produzenten Claudio Cecchetto veröffentlichte er 2003 das Lied La canzone del capitano, das zum Sommerhit wurde und „DJ Francesco“ schlagartig berühmt machte. Die Nachfolgesingle Salta fand auf Rai Sport als Kennmelodie Verwendung. Nach einer Teilnahme am Sanremo-Festival 2004 mit Era bellissimo erschien das erste Album Bella di padella. Im selben Jahr war Facchinetti unter den Teilnehmern der Realityshow L’Isola dei Famosi (italienische Version von Survivor). 2005 betätigte er sich als Synchronsprecher im Animationsfilm Robots.
Beim Sanremo-Festival 2005 präsentierte Facchinetti mit seiner DJ Francesco Band das Lied Francesca, das dem Album Il mondo di Francesca vorausging. 2006 trennte er sich vom Produzenten Cecchetto und legte den „DJ“ ab; als Francesco veröffentlichte er die Single Non cado più. Im Jahr darauf kehrte er gemeinsam mit seinem Vater nach Sanremo zurück und ging mit Vivere normale ins Rennen, dem das gleichnamige Album folgte. Von 2008 bis 2010 moderierte er die ersten drei Staffeln der Castingshow X Factor auf Rai 2. Nach weiteren Moderationen trat er 2015 bei der dritten Staffel von The Voice of Italy an der Seite seines Vaters als Coach in Erscheinung.

## Diskografie

### Alben
| Jahr | Titel                 | Höchstplatzierung, Gesamtwochen, AuszeichnungChartsChartplatzierungen (Jahr, Titel, Platzierungen, Wochen, Auszeichnungen, Anmerkungen) | Anmerkungen |
| Jahr | Titel                 | IT | Anmerkungen |
| ---- | --------------------- | --- | ----------- |
| 2004 | Bella di padella      | IT47 (10 Wo.)IT |             |
| 2005 | Il mondo di Francesca | IT36 (4 Wo.)IT |             |
| 2007 | Vivere normale        | IT80 (3 Wo.)IT |             |

### Singles (Auswahl)
| Jahr | Titel Album                                         | Höchstplatzierung, Gesamtwochen, AuszeichnungChartsChartplatzierungen (Jahr, Titel, Album, Platzierungen, Wochen, Auszeichnungen, Anmerkungen) | Anmerkungen                                                |
| Jahr | Titel Album                                         | IT | Anmerkungen                                                |
| ---- | --------------------------------------------------- | --- | ---------------------------------------------------------- |
| 2003 | La canzone del capitano Bella di padella            | IT3 (27 Wo.)IT |                                                            |
| 2003 | Salta (chi non salta adesso salta) Bella di padella | IT20 (9 Wo.)IT |                                                            |
| 2004 | Ti adoro Bella di padella                           | IT24 (3 Wo.)IT | vs. Pavarotti                                              |
| 2004 | Era bellissimo Bella di padella                     | IT28 (8 Wo.)IT |                                                            |
| 2004 | La mia polka / Festa Bella di padella               | IT50 (1 Wo.)IT |                                                            |
| 2005 | Francesca Il mondo di Francesca                     | IT13 (9 Wo.)IT |                                                            |
| 2006 | Non cado più Vivere normale                         | IT13 (13 Wo.)IT |                                                            |
| 2007 | Vivere normale                                      | — | Platz 48 (1 Woche) der Downloadcharts mit Roby Facchinetti |

## Belege
1. ↑  Alben von DJ Francesco. In: Italiancharts.com. Hung Medien, abgerufen am 27. Januar 2018.
2. ↑  Guido Racca & Chartitalia: Top 100 FIMI Singoli. Lulu, 2013, S. 87, 94, 174.

| Personendaten    | Personendaten                                                 |
| ---------------- | ------------------------------------------------------------- |
| NAME             | Facchinetti, Francesco                                        |
| ALTERNATIVNAMEN  | DJ Francesco (Pseudonym)                                      |
| KURZBESCHREIBUNG | italienischer Fernsehmoderator, DJ, Sänger und Musikproduzent |
| GEBURTSDATUM     | 2. Mai 1980                                                   |
| GEBURTSORT       | Mailand                                                       |